# 人定湖公园
39°57′22″N 116°22′46″E / 39.95599°N 116.37947°E

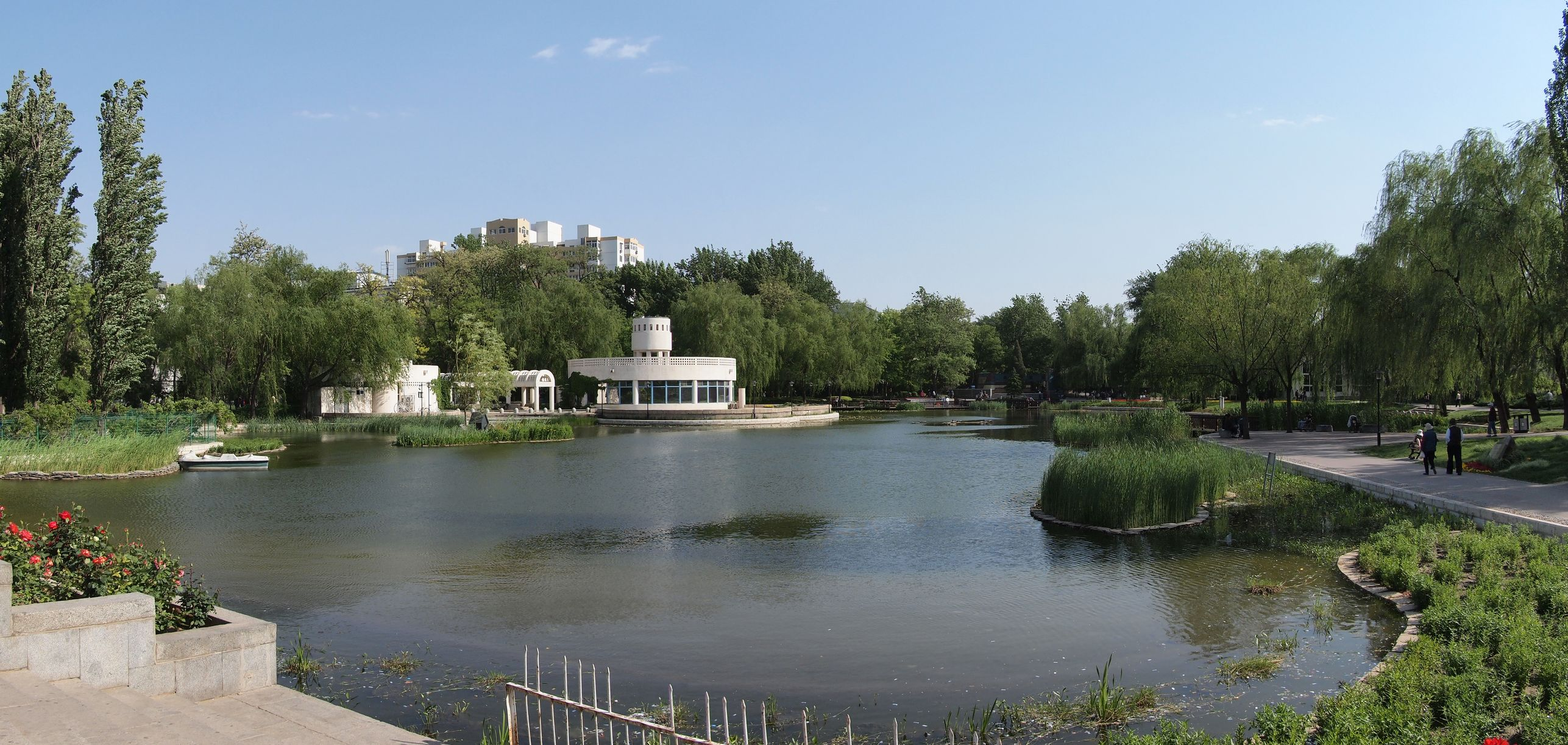
摄于2011年

人定湖公园，位于北京市西城区德胜街道安德路六铺炕街15号。

## 简介
1958年，人民政府发动群众建造了这座区域公园。经过北京市、西城区有关部门批准，西城区园林局于1994年4月对人定湖公园开展全面改造，1996年6月全面竣工并对外开放。2008年，西城区宣布，投资1600万元人民币改造的人定湖公园正式完工，“模拟型”人工湿地落成。
人定湖公园总面积达到9.2公顷，其中湖面面积1公顷。1994年至1996年改建之后的人定湖公园主要为现代园林；南半部采用水景、雕塑、廊架、景墙形成带有欧洲规则式庭院味道的园林，周边点缀着草地和花带；北半部则以水生植物为重点，采用疏林草地及现代雕塑、广场形成现代园林。
人定湖公园西北角曾立有文化大革命时期的毛主席语录石碑。公园改建后石碑拆除。